# Eucampsipoda divisa
Eucampsipoda divisa är en tvåvingeart som beskrevs av Maa 1962. Eucampsipoda divisa ingår i släktet Eucampsipoda och familjen lusflugor. Inga underarter finns listade i Catalogue of Life.